# Castello dell'Acqua

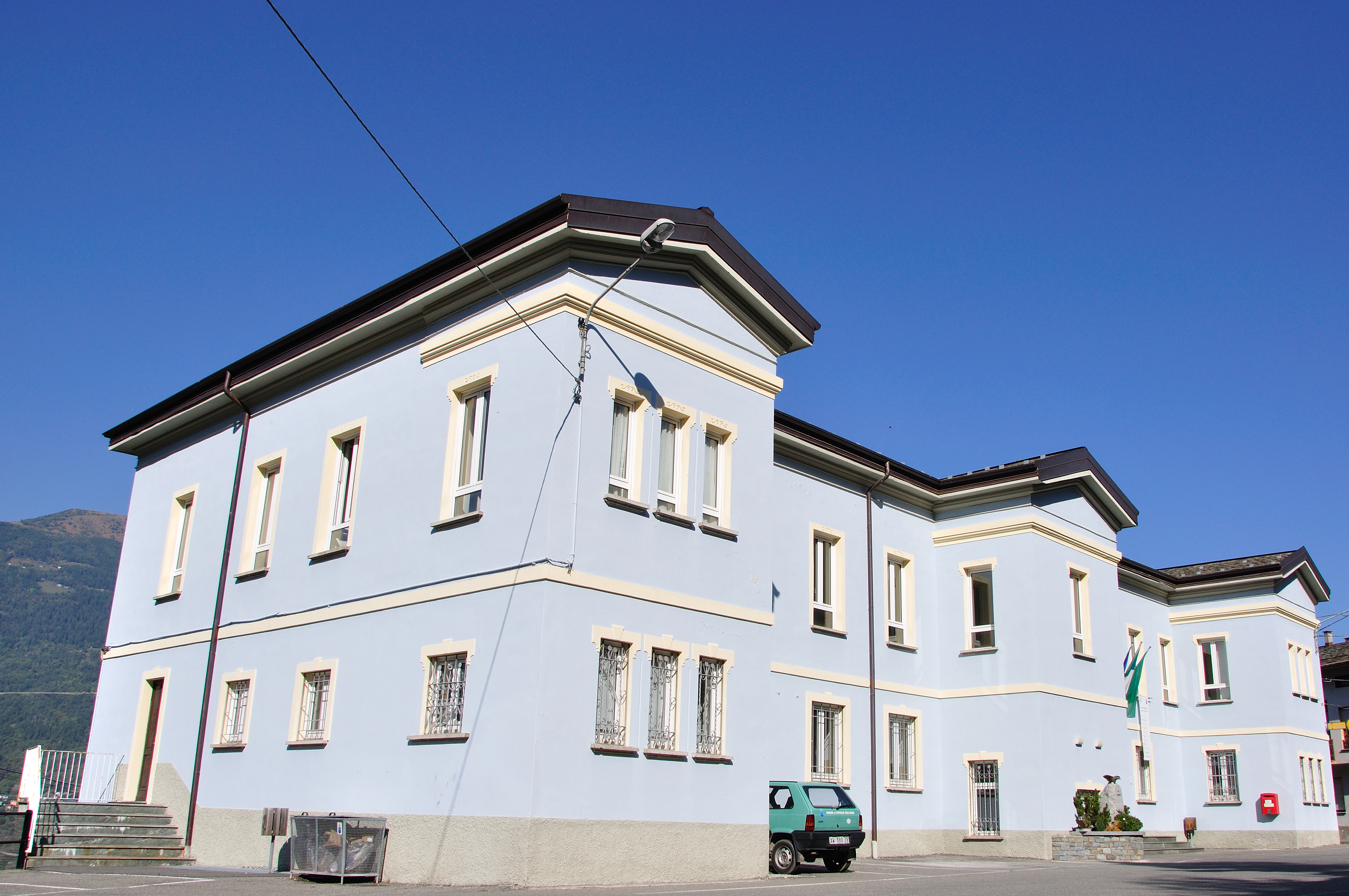
Gemeentehuis

Castello dell'Acqua is een gemeente in de Italiaanse provincie Sondrio (regio Lombardije) en telt 693 inwoners (31-12-2004). De oppervlakte bedraagt 13,9 km², de bevolkingsdichtheid is 54 inwoners per km².

## Demografie
Castello dell'Acqua telt ongeveer 306 huishoudens. Het aantal inwoners daalde in de periode 1991-2001 met 5,4% volgens cijfers uit de tienjaarlijkse volkstellingen van ISTAT.
| Jaar | Inwoneraantal |
| ---- | ------------- |
| 1991 | 740           |
| 2001 | 700           |

## Geografie
Castello dell'Acqua grenst aan de volgende gemeenten: Chiuro, Ponte in Valtellina, Teglio.